# Ferrari Testarossa
Ferrari Testarossa е спортен автомобил със средно разположен 12-цилиндров двигател, произвеждан от Ферари, започвайки производството си от 1984 г. като наследник на Ferrari Berlinetta Boxer. Дизайнът на автомобила е дело на компанията Пининфарина и е произвеждан от 1984 г. до 1991 г. и има две ревизии, след края на производството на Testarossa, наречени 512 TR и F512 M, които са произвеждани от 1992 г. до 1996 г. Почти десет хиляди бройки са произведени от Testarossa, 512 TR и F512 M, правейки ги едни от най-често срещаните модели на Ферари, въпреки високата си цена и екзотичен дизайн. През 1995 г. цената на F512 M била 220 000 щатски долара. Името на модела, преведено от италиански означава червенокос (букв. червеноглав).
Testarossa е 2-вратно купе, което се представя на Парижкия автосалон през 1984 г. Всички версии на Testarossa са получавали мощността си от задно монтирана 5-степенна предавателна кутия. Задно-средно разположеният двигател със задно задвижване (двигателят се намира между двете оси, но зад кабината) запазва центъра на тежестта в средата на автомобила, увеличавайки стабилността и подобрявайки способността на автомобила за завиване. Разпределението на тежестта в спряно положение е 40% на предната ос и 60% на задната. Първият Testarossa е преработен през 1992 г. и пуснат в продажба като 512 TR на автосалона в Лос Анджелис. Автомобилът е напълно нов и е подобрил разпределението на теглото от 40% отпред и 60% отзад на 41% и 59% респективно. F512 M е представен през 1994 г. на Парижкия автосалон. Моделът се отказва от инициалите TR и добавя M, което идва от италианското modificata, което означава модифицирано и е последната итерация на Ferrari Testarossa, подобрявайки още повече разпределението на теглото на 42% отпред и 58% отзад. Ferrari F512 M е последният модел на Ferrari със средно разположен 12-цилиндров двигател (реално 180-градусов V12). Testarossa е заменен през 1996 г. с 550 Maranello, което разполага с предно разположен двигател.
Ferrari Testarossa не трябва да се бърка с Ferrari TR „Testa Rossa“ от късните 50-те и ранните 60-те години от XX век, които са били GT спортни автомобили, участвали в 24-те часа на Льо Ман.

## Име
Името Testarossa, което означава червенокоса от италиански, идва от червено боядисаните капаци на цилиндровите глави. Двусмисленото име на автомобила е дадено нарочно. Ферари и Пининфарина често използват термини, свързани с женското тяло, когато описват стила на автомобилите си.

## Разработка
Testarossa може да проследи корените си от проблемите на Ferrari 512i BB от 1981 г. Проблемите, които Testarossa се стреми да отстрани, включват увеличаващата се температура в кабината, заради предно разположения радиатор и средно разположения двигател (топлината се движи от двигателя до предницата) и липсата на място за багаж. За да реши тези проблеми, Ферари и Пининфарина проектират Testarossa с по-големи размери от тези на предшественика си – Ferrari Berlinetta Boxer. Например с широчината си от 1,976 mm, Testarossa е с половин фут по-широка от Berlinetta Boxer. Това допринася и за по-голямо междуосие, което е с 64 mm по-голямо от това на предшественика, като крайното междуосие на Testarossa e 2,550 mm, което е използвано, за да се реши проблемът с липсата на място за багаж. Увеличената дължина на автомобила спомага и за увеличаване на мястото в пътническата кабина, добавяйки повече място зад седалките и повече място за главите на пътниците (с приблизително 1,3 см повече от това при Boxer).
Дизайнът на Пининфарина е доста различен от този на заобления Boxer, което предизвиква някои противоречия. Страничните решетки, често наричани рендета за сирене, които вървят по продължението на вратите до задните калници, са необходими заради няколко регулации в няколко държави, които забраняват отворите по автомобилите. Testarossa има два радиатора в задната част на автомобила (зад двигателя), вместо един радиатор в предната част на автомобила. В допълнение страничните отвори доставят студен въздух до задно монтираните радиатори, като по този начин предпазват двигателя от прегряване. Отворите също така правят Testarossa по-широк в задната част, отколкото в предната и по този начин подобряват стабилността и управлението на автомобила.
Както предшествениците си Testarossa използва 5-точково независимо окачване отпред и отзад. Ферари подобряват сцеплението на автомобила като добавят джанти, широки десет инча. Testarossa също използва и по-добър двигател, който е основан на този от предшественика на модела – BB 512i. Двигателят е почти същият като този при Berlinetta Boxer, с почти еднакви работен обем и компресия, но за разлика от BB 512i има по четири клапана на цилиндър вместо два.

## Testarossa

### Двигател
Testarossa има 4.9-литров (4,943 куб. см) средно разположен Ferrari Colombo 12-цилиндров двигател с цилиндри разположени на 180º, които обаче работят във V-образен ред на запалване. Всеки цилиндър разполага с четири клапана, а общият им брой е 48. Лубрикацията на двигателя е от система тип сух картер, а компресията на двигателят е 9.20:1. Двигателят разполага с въртящ момент от 490 Nm при 4,500 об./мин, а максималната мощност на двигателя е 395 к.с. при 6,300 об./мин. Някои от по-ранните модели в САЩ имали същият двигател, но малко по-малко мощност (около 380 к.с.).
Ferrari Testarossa може да ускори от 0 – 100 km/h за 5.3 секунди, а от 0 – 160 km/h за 11.4 секунди. Мотър Тренд успяват да постигнат за двете стойности 5.29 секунди и 11.3 секунди, респективно. Моделът може да измине разстоянието от четвърт миля за 13.5 секунди, а километър за 23.8 секунди. Максималната скорост на Testarossa е 290 km/h.
| Предавка  | Задна   | 1       | 2       | 3       | 4       | 5       | Последна предавка |
| --------- | ------- | ------- | ------- | ------- | ------- | ------- | ----------------- |
| Отношение | 2.523:1 | 3.139:1 | 2.104:1 | 1.526:1 | 1.167:1 | 0.875:1 | 3.210:1           |

### Колела
Testarossa има 16-цолови джанти с дебелина от 8 инча отпред и 10 отзад както за версиите за СА, така и за другите международни версии на модела. Кодът на гумите за версиите за САЩ бил 225/50 VR 16 за предните и 255/50 VR 16 за задните, а самите гуми са производство на Goodyear. Кодът на гумите за международните версии бил TRX 240/45 VR 415 за предните гуми и TRX 280/45 VR 415 за задните, а самите гуми са производство на Мишлен. Размерът на спирачните дискове отпред е 309 mm, а на тези отзад – 310 mm.

### Прием
Колата спечелва много почитатели и тестове. Само за пет години е публикувана 9 пъти на корицата на списание Road & Track. Цената на модела в САЩ била 181 000 щатски долара през 1989 г. заедно с 2,700 щатски долара за данък „Потребление на гориво“. Първоначалната цена на Testarossa в Обединеното кралство била 62 666 британски паунда.
Джак Неръд от списанието Driving Today казва, че за него Testarossa е кола създадена за да печели от имидж и след като 80-те години на XX век имали за цел да се печели възможно най-много, моделът е бил перфектен за времето си. Хубавото било, че също така е бил и доста добър автомобил.
Въпреки успеха си на публичните пътища, Testarossa не се появява по пистите, за разлика от предшественика си – BB 512i, който е постигнал няколко малки успеха.
Като флагман на Ферари през 80-те, Testarossa се е появява в доста видеоигри, като например играта Out run, и също така е използвана като кола под прикритие на Сони Крокет от телевизионната поредица Маями Вайс. Колата започва да се свързва с юпитата и като икона на ретро културата от 80-те години на XX век. Страничните отвори, наричани рендета, стават популярен компонент за разширяващи купето китове. Рендетата вдъхновяват много фалшиви и често лоши копия на дизайна, използвани за създаване на реплики на Testarossa на базата на Pontiac Trans Am и голяма селекция от японски и американски спортни автомобили и дори мотоциклети, като например Honda VFR.

## Testarossa Spider
Testarossa Spider, със сериен номер 62897, е единствената официална кабиролет версия на Testarossa, поръчана от Ферари и проектирана от Пининфарина, произведена някога. Колата е направена специално за вече починалия Джани Анели, ръководител на ФИАТ по онова време, като подарък. Testarossa Spider имала среберен цвят, а интериорът бил завършен в цвят бяла магнолия със синя ивица между матово черните первази, а таванът бил бял и се премахвал на ръка. Автомобилът е връчен на Анели през 1986 г. и има емблема на Ferrari, направена от сребро, а не от алуминий както при останалите модели на компанията.
Много клиенти на компанията искали техни бройки на Testarossa Spider, но Ферари отказала всяка една от тях заради трудности от конструктурна гледна точка, затова Пининфарина и други фирми правят неофициални Spider версии на колата. Официалната Spider версия не се различавала механично от обикновена Testarossa. Тя имала стандартния 4.9-литров 180-градусов V12 двигател. Единствената разлика между официалната версия и кабриолет версията е тази, че при кабриолета предното стъкло и страничните стъкла са по-къси от тези на обикновената Testarossa.

## 512 TR

### Двигател
512 TR използва 4.9-литров (4943 куб. см) Ferrari Colombo 180° V12 двигател, монтиран надлъжно, средно разположен двигател. Всеки цилиндър има четири клапана, правейки 48 клапана общо. Лубрикацията отново е била извършвана от система тип сух картер, а компресията се е увеличила на 10.00:1. Това довело до максимален въртящ момент от 491 Nm при 5,500 об./мин и максимална мощност от 428 к.с. при 6,750 об./мин.
Ferrari 512 TR може да ускори от 0 – 97 km/h за 4.9 секунди и от 0 – 161 км/ч за 10.7 секунди. Моделът може да измине разстоянието от четвърт миля за 13.2 секунди, а това от километър за 23.4 секунди. Максималната скорост на 512 TR е 314 km/h.
| Предавка  | Задна   | 1       | 2       | 3       | 4       | 5       | Последна предавка |
| --------- | ------- | ------- | ------- | ------- | ------- | ------- | ----------------- |
| Отношение | 2.428:1 | 2.916:1 | 1.882:1 | 1.421:1 | 1.087:1 | 0.815:1 | 3.45:1            |

Ферари прави прибиране на автомобили през 1995 г., заради технхнически проблеми засягащи монтирането на горивната линия. Над 400 модела имали този дефект, който се появявал от разлики в температурата и условията. Друго прибиране на автомобили било направено заради проблеми със затягащата се система на коланите. Проблемът бил забелязан при повече от 2,000 бройки от 512 TR. Ако системата за затягане имала проблем, от механично или електрическо естество, само коланът около скута ще се затегне.
Двигателят на 512 TR е модифициран по няколко начина. Вътрешната покриква на цилиндрите е сменена с никасил, сложен е нов въздушен колектор, електронно управляващия модул е сменен с нов от Bosch, има по-големи клапани за впръскване на горивната смес и подобрена система за отделяне на газовете. В допълнение към по-високата максимална мощност, модификациите спомогнали и за по-добро разпределение на мощността, което довело до по-бързо ускорение.
Усилията за превклюяване, което било често оплакване от Testarossa, е било улеснено с добавянето на нов еднодисков съединител, по-добри лагери и по-добър ъгъл на разположението на лоста за смяна на предавките. Спирачната система включва по-големи дискове отпред с процепи по продължението си. По-бързо управление, нископрофилни гуми и нови настройки на окачването спомагат за подобряване на управлението. Най-вече положението на двигателя и предавателната кутия било преосмислено с цел преместване на центъра на тежестта по-ниско подобрявайки още повече управлението и стабилността при висока скорост.
Интериорът претърпява промени също. Централната конзола вече е отделена от таблото, а контролите на климатика са преместени на ново място. Пининфарина подобряват дизайна на купето, за да се интегрират по-лесно новите спойлери и капаци за двигателя.
В САЩ моделът струва 212 160 щатски долара през 1992 г. с всички екстри, данък за потребление на горива и транспортни разходи.

### Колела
512 TR има 18-инчови джанти с дебелина от 8 инча отпред и 10.5 инча отзад. Кодът на гумите бил 235/40 ZR 18 за предните и 295/35 ZR 18 за задните. Предните спирачни дискове имали диаметър от 315 mm, а задните от 310 mm.

## F512 M
F512 M е последната итерация на Testarossa. 500 бройки са произведени, от които 75 с десен волан.

### Двигател
F512 M има средно разположен 4.9-литров (4943 куб. см) Ferrari Colombo 180-градусов V12 двигател, монтиран по дължина. Двигателят има максимален въртящ момент от 500 Nm при 5,500 об./мин и максимална мощност от 446 к.с. при 6,750 об./мин. Всеки цилиндър има по четири разпределителни вала, 48 общо. Лубрикацията е от система сух картер, а компресията е 10.40:1. Заради новите си мотовилки и колянов вал, които заедно тежали със 7.26 kg по-малко от предшествениците си, двигателят можел да работи до 7500 об./мин без проблеми, което било неговия електронно ограничен лимит.
Ferrari F512 M може да ускори от 0 – 100 km/h за 4.7 секунди, а от 0 – 161 km/h за 10.2 секунди и може да измине разстоянието от четвърт миля за 12.7 секунди, а километър за 22.7 секунди. Максималната скорост на F512 M била 315 km/h.
| Предавка  | Последна предавка |
| --------- | ----------------- |
| Отношение | 3.31:1            |

### Екстериор
Предните и задни светлини претърпяват промени за тази итерация. Предните светлини вече са квадратни и фиксирани, а не скрити в бронята на автомобила. Задните светлини вече са заоблени, а броните са променили стила си за да придадът по-обединен вид на F512 M. Моделът има и нов преден капак с два NACA отвори.

### Интериор
Интериорът на F512 M претърпява малки промени в сравнение с този на 512 TR. Лостът за смяна на предавките вече има хромиран завършек, а алуминиевите педали получават отвори. Климатикът вече е стандартно оборудване за модела. Спортните седалки са от карбон и също така са стандартно оборудване. Те тежат само 14.97 кг; много по-малко от стандартните. Флаговете на Пининфарина и Ferarri са поставени на таблото.

### Колела
F512 M има 18-инчови джанти с дебелина от 8 инча отпред и 10.5 инча отзад. Гумите са Pirelli P Zero, с код 235/40 ZR 18 за предните гуми и 295/35 ZR 18 за задните. Предните спирачни дискове са с димаметър от 315 mm, а задните – 310.

## Mythos
Ferrari Mythos е още една специална версия, направена на базата на Testarossa. Моделът е концептуален, а дизайнът е дело на Пининфарина.
Въпреки че не е било планувано Mythos да бъде продаван на публични лица, сегашният султан на Бруней, Хасанал Болкиах, има две бройки. Моделът използва шасито, двигателя и скоростната кутия на Testarossa. Максималната скорост на модела е 290 km/h.
Един от прототипите се намира в подразделението на Пининфарина в Камбиано, Италия.

### В популярната култура
Въпреки че не е произвеждан никога серийно, Pinifarina Mythos е включен във видео играта на Accolade от 1990 г. Test Drive III.

## Colani Ferrari Testa d'Oro
С дизайн, направен от Луиджи Колани през 1989 г., Testa d'Oro е проектиран за подобряване на рекорди за скорост, развивани на земята. Моделът е базиран на Testarossa с 5-литров Ferrari-Lotec 180-градусов V12, използващ два турбокомпресора. Двигателят развива мощност от 760 к.с при 4,000 об./мин и въртящ момент от 900 Nm при 5,000 об./мин. Автомобилът успешно подобрява рекорда за скорост на класа си през 1991 г., достигайки 351 km/h с катализатори.

## FX
Ferrari FX е спортен автомобил на Ferrari, направен специално за 29-ия султан на Бруней от Пининфарина. Автомобилът има 180-градусовия V12 двигател от Ferrari Testarossa и 7-степенна секвенциална предавателна кутия от отбора от Формула 1 Уилямс. Само седем бройки са произведени от модела, от които шест бройки принадлежат на султанското семейство на Бруней. След като султана отказва доставката на кола номер четири, Дик Маркони купува автомобила от Уилямс. Модел номер четири е изложен в музея Маркони в Тъстин, Калифорния. Ferrari FX има максимална скорост от 330 km/h.

## FZ93
FZ93 (Formula Zagato '93) е проектиран от Ерколе Спада и е продължение на серията от специалните Ferrari-та на Загато.

## F90
След почти 18 години, Ferrari признават съществуването на F90 и това, че са направени шест бройки, специално за султана на Бруней през 1988 г. Малък пасаж от отчета на Ferrari за 2005 г. показва а поръчка на шест специални суперавтомобила, които били много по-различни от всичко, което Ferrari са произвеждали.
Проектът е ръководен от Енрико Фумия, ръководител на отдел „Изследвания и разработки“ в Пининфарина. По онова време, проектът е строго секретен, толкова много, че дори Ferrari не знаели за съществуването му. Фумия направил дизайна на автомобила и казал, че името му – F90 е референция към това, че той е „Ферари на 90-те.“
Всички шест бройки от F90, използвали шасита на Ferrari Testarossa, които Пининфарина използвали за да създадат изцяло ново купе и интериор върху тях. Двигателите били стандартните за Testarossa и развивали мощност от 395 к.с., но радиаторите на двигателите били преместени в предната част на автомобила.